# Charles Henry Bartlett
Pour les articles homonymes, voir Charles Bartlett et Bartlett.
Charles Henry Bartlett, né le 6 février 1885 à Bermondsey, Londres au Royaume-Uni et mort le 30 novembre 1968 à Enfield en Angleterre, est un coureur cycliste britannique. Il a été champion olympique des 100 km aux Jeux olympiques de Londres de 1908.

## Palmarès
- 1908
  -  Champion olympique des 100 km